# СумДУ (футзальний клуб)
СумДУ — український футзальний клуб із Сум. Заснований у 2000 році. Багаторазовий чемпіон України серед ВНЗ, а також срібний призер чемпіонату Європи серед студентських команд (2009 р.).

## Історія
Футзальний клуб «Університет» був створений на базі Сумського державного університету в листопаді 2000 року. Навесні 2001 року команда вперше стартувала в чемпіонаті міста Суми з футзалу і одразу посіла четверте місце. У цьому ж сезоні університетські футзалісти стали бронзовими призерами обласного чемпіонату з футзалу. 
У сезоні 2001/2002 ФК «Університет» став чемпіоном Сум і знову бронзовим призером області. У 2002 році сум'яни потрапили до вісімки найсильніших у Кубку Президента України, а також стартували в чемпіонаті України з футзалу серед команд першої ліги і в дебютному сезоні посіла шосте місце. У наступному чемпіонаті сум'яни фінішували на дві сходинки вище.
У березні 2004 року студенти Сумського державного університету вперше взяли участь у чемпіонаті країни з футзалу серед команд вищих навчальних закладів, і одразу ж стали переможцями цих змагань. За рік підопічні Сергія Пєсоцького захистили своє чемпіонське звання. 
У чемпіонаті 2004-2005 років «Університет» зайняв перше місце у східній зоні першої ліги, а у фінальному раунді посів 2-ге місце, ставши срібним призером чемпіонату, і завоював право виступати в елітному дивізіоні українського футзалу. 
У 2006 році команда змінює назву на «Універ-Автомар». У сезоні 2006/2007 команда зайняла 9 місце у вищій лізі, а також стала триразовим чемпіоном України серед ВНЗ. Крім того, сум'яни вперше у своїй історії відстоювали честь України на чемпіонаті Європи серед студентів, де зайняли четверте місце серед двонадцяти команд. 
З початку сезону 2008/2009 команда змінила назву на «СумДУ-Артмотор». Однак ця назва протрималася лише до 7-го туру, після якого спонсор відмовився продовжувати фінансувати команду й назва була змінена на «СумДУ». За підсумками команда посіла 11-те місце у вищій лізі. У 2009 році команда вдруге представляла Україну чемпіонаті Європи серед студентів у Чорногорії. Цього разу «політехівці» стали віце-чемпіонами. В цьому ж році ФК «СумДУ» був змушений понизитися у класі через відсутність належного фінансування. Загалом у вищому дивізіоні українського футзалу сумські студенти провели чотири сезони.
Повернувшись до першої ліги, команда з першої спроби зайняла друге місце у східній зоні і пробилася у фінальну пульку змагань. Проте у півфіналі колектив Сергія Пєсоцького за сумою двох матчів поступився львівському «Динамо». За рік футзалісти «СумДУ» таки добилися бажаного результату. Команда впевнено пройшла груповий етап і фінальну частину першості, завоювавши золоті медалі першої ліги чемпіонату України. Крім того, сум'яни вкотре підтвердили звання найсильнішої студентської команди України. На жаль, ці досягнення не дозволили студентам повернутися у вищий дивізіон українського футзалу, оскільки керівництву клубу так і не вдалося знайти спонсора, який зміг би надати фінансову підтримку. Восени 2010 року ФК «СумДУ» став переможцем турніру, присвяченого десятиріччю з моменту заснування футзальної команди в Сумському державному університеті. Літом 2011 року команда втретє у своїй історії побувала на континентальному студентському чемпіонаті, який проходив у Фінляндії. Цього разу колектив СумДУ зупинився за крок від п'єдесталу. Гол, пропущений за лічені секунди до закінчення матчу за третє місце, лишив українців бронзових медалей.
У 2012 році команда СумДУ вшосте стала чемпіоном України серед вищих навчальних закладів, вигравши всі матчі, як на груповому етапі, так і у фінальній частині змагань, а також зайняла 2-ге місце у першій лізі, поступившись в обох фінальних матчах донецькому «Буран-Ресурсу» 1:4 вдома та 2:10 на виїзді.
У зв'язку з відсутністю перспективи підвищення у класі, в різний час гравці «СумДУ» були змушені шукати щастя в інших клубах вищої ліги. Так свого часу Валерій Карацюба та Микола Лебідь виступали у складі команди «Єнакієвець» (Єнакієво). Один з теперішніх старожилів колективу Володимир Саєнко захищав кольори луганського «ЛТК» і «ПФС» (Севастополь). Наразі у клубах екстра-ліги виступають два вихованці футзального клубу «СумДУ»: Андрій Бурдюг («ЛТК» Луганськ) та Микола Білоцерківець («Локомотив» Харків). Віталій Колесник, який грав у складі сумської команди з моменту її заснування, виступає в польському чемпіонаті у складі клубу «Ред Девілс».

## Титули та досягнення
- Чемпіон України у першій лізі (2): 2010/2011, 2016/2017
- Срібний призер чемпіонату України у першій лізі (2): 2004/2005, 2012/2013
- Півфіналіст першої ліги: 2009/2010
- Чемпіон України серед ВНЗ (6): 2004, 2005, 2007, 2009, 2011, 2012 рр.
- Віце-чемпіон Європи серед студентів: 2009 р.
- Чемпіон м. Суми: 2002 р.
- Бронзовий призер чемпіонату Сумської області (2): 2001, 2002 рр.
- Переможець турніру, присвяченого десятиріччю заснування футзальної команди в Сумському державному університеті: 2010 р.[7]

## Попередні емблеми клубу

Історія
Стара емблема клубу «Університет»
Емблема клубу «Університет»
Емблема клубу «Універ-Автомар» з 2006 по 2008 рр.
Емблема клубу «СумДУ-Артмотор» з 10 вересня по 4 листопада 2008 рр.
Емблема ФК «СумДУ» з 5 листопада 2008 по 8 жовтня 2012 року